# Torneo de Metz 2017
El Moselle Open 2017 fue un torneo de tenis jugado en canchas duras bajo techo. Fue la 20 ª edición del Moselle Open, y formó parte de la ATP World Tour 250 series del 2017. Se llevó a cabo en el Parc des Expositions de Metz Métropole, Francia, del 18 al 24 de septiembre de 2017.

## Distribución de puntos
| Modalidad            | Campeón | Finalista | Semifinales | Cuartos de final | 2ª ronda | 1ª ronda | Clasificados | 2ª ronda de clasificación | 1ª ronda de clasificación |
| Individual masculino | 250     | 165       | 100         | 50               | 25       | 0        | 13           | 7                         | 0                         |
| Dobles masculino     | 250     | 150       | 90          | 45               | 20       | 0        | -            | -                         | -                         |

## Cabezas de serie

### Individuales masculino
| Tenista         | Ranking | Preclasificado |
| Pablo Carreño   | 10      | 1              |
| David Goffin    | 12      | 2              |
| Lucas Pouille   | 22      | 3              |
| Gilles Müller   | 23      | 4              |
| Mischa Zverev   | 27      | 5              |
| Richard Gasquet | 30      | 6              |
| Benoît Paire    | 41      | 7              |
| Gilles Simon    | 43      | 8              |

- El Ranking es de 11 de septiembre de 2017.

### Dobles masculino
| Tenista                                 | Ranking | Preclasificado |
| Pierre-Hugues Herbert Nicolas Mahut     | 13      | 1              |
| Santiago González Nenad Zimonjić        | 77      | 2              |
| Julien Benneteau Édouard Roger-Vasselin | 87      | 3              |
| Marcel Granollers David Marrero         | 87      | 4              |

## Campeones

### Individual masculino
Peter Gojowczyk venció a  Benoît Paire por 7-5, 6-2

### Dobles masculino
Julien Benneteau /  Édouard Roger-Vasselin vencieron a  Wesley Koolhof /  Artem Sitak por 7-5, 6-3